# جدول مدال‌های المپیک زمستانی ۱۹۶۴
جدول مدال بازی‌های المپیک زمستانی ۱۹۶۴ فهرستی از مدال‌های کسب شده توسط ورزشکاران است که در طول برگزاری بازی‌های المپیک زمستانی سال ۱۹۶۴ میلادی که در اینسبروک اتریش برگزار شد.

## جدول مدال‌ها
رتبه بندی این جدول توسط کمیته بین‌المللی المپیک (ioc) اعلام شده است.
      کشور میزبان (اتریش)
| رتبه                    | کشور                      | طلا | نقره | برنز | مجموع |
| ۱                       | اتحاد شوروی (URS)         | ۱۱  | ۸    | ۶    | ۲۵    |
| ۲                       | اتریش (AUT)               | ۴   | ۵    | ۳    | ۱۲    |
| ۳                       | نروژ (NOR)                | ۳   | ۶    | ۶    | ۱۵    |
| ۴                       | فنلاند (FIN)              | ۳   | ۴    | ۳    | ۱۰    |
| ۵                       | فرانسه (FRA)              | ۳   | ۴    | ۰    | ۷     |
| ۶                       | تیم متحد آلمان (EUA)      | ۳   | ۳    | ۳    | ۹     |
| ۷                       | سوئد (SWE)                | ۳   | ۳    | ۱    | ۷     |
| ۸                       | ایالات متحده آمریکا (USA) | ۱   | ۲    | ۳    | ۶     |
| ۹                       | هلند (NED)                | ۱   | ۱    | ۰    | ۲     |
| ۱۰                      | کانادا (CAN)              | ۱   | ۰    | ۲    | ۳     |
| ۱۱                      | بریتانیای کبیر (GBR)      | ۱   | ۰    | ۰    | ۱     |
| ۱۲                      | ایتالیا (ITA)             | ۰   | ۱    | ۳    | ۴     |
| ۱۳                      | کره شمالی (PRK)           | ۰   | ۱    | ۰    | ۱     |
| ۱۴                      | چکسلواکی (TCH)            | ۰   | ۰    | ۱    | ۱     |
| مجموع (۱۴ کمیته المپیک) | مجموع (۱۴ کمیته المپیک)   | ۳۴  | ۳۸   | ۳۱   | ۱۰۳   |